# Pardosa atropos
Pardosa atropos là một loài nhện trong họ Lycosidae.
Loài này thuộc chi Pardosa. Pardosa atropos được Ludwig Carl Christian Koch miêu tả năm 1878.